# Mulya Jaya (Sungai Bahar)
Mulya Jaya is een bestuurslaag in het regentschap Muaro Jambi van de provincie Jambi, Indonesië. Mulya Jaya telt 502 inwoners (volkstelling 2010).